# ادوین تسوتبیر
ادوین تسوتبیر (انگلیسی: Edwin Zoetebier؛ زادهٔ ۷ مهٔ ۱۹۷۰) بازیکن فوتبال اهل پادشاهی هلند است.
از باشگاه‌هایی که در آن بازی کرده است می‌توان به باشگاه فوتبال ناک بردا، باشگاه فوتبال ویتس‌آرنهم، باشگاه فوتبال ولندام، باشگاه فوتبال فاینورد، باشگاه فوتبال ساندرلند، و باشگاه ورزشی پی‌اس‌وی آیندهوون اشاره کرد.